# Barót-patak
A Barót-patak (románul: Baraolt) Erdővidék és a Dél-Hargita egyik legnagyobb folyóvize. A Kakukk-hegy (1558 m) északi oldalából ered, négy településen (Magyarhermány, Kisbacon, Bibarcfalva, Barót) áthaladva Ágostonfalvánál ömlik az Oltba. Fontosabb mellékvizei: Fenyős-patak, Bacon-patak.